# Computer telephony integration
Con computer telephony integration, o computer–telephone integration o anche CTI, si indica qualsiasi tecnologia che permetta interazioni tra un telefono e un computer consentendone il coordinamento integrato.
Le informazioni relative al chiamante possono essere visualizzate sul monitor del computer di un operatore telefonico in un call center, consentendo di fornire supporto, informazioni o assistenza. Tali informazioni possono essere di tipo anagrafico, sui servizi attivati o sul profilo generale del cliente rispetto ai servizi offerti dall'azienda. 

## Funzionalità comuni

### Per tipo di applicazione
Le applicazioni CTI vengono solitamente eseguite su un ambiente desktop o su un server unattended.
Funzioni desktop comunemente fornite dalle applicazioni CTI includono
- Screen popping – Consiste nella visualizzazione delle informazioni della chiamata[2], e Screen Pop[3] (ACD[4] e Ct Server o Communication Server[5]) alla risposta, con o senza l'utilizzo dei dati della linea del chiamante. Generalmente questo viene utilizzato per la ricerca dei dettagli del chiamante in un'applicazione business.
- Composizione – Composizione automatica e composizione controllata dal computer (Power Dialer, Preview Dialer, e Predictive Dialer).
- Controllo del telefono – Include il controllo della chiamata[6] e controllo delle caratteristiche.[7]
- Trasferimenti – Trasferimenti telefonici e di dati, coordinati tra due parti.[8]
- Call center – Permette agli utenti di effettuare il login come agenti di call center e controllare il proprio stato di agente[9]

Funzionalità server comunemente fornite da applicazioni CTI
- Call routing – Instradamento automatico delle chiamate ad una nuova destinazione basato sul criterio che implichi una ricerca in un database del numero del chiamante (ANI) o del chiamato (DNIS).
- Funzioni di report avanzato della chiamata – Utilizzo dei dati dettagliati forniti da CTI per offrire report migliori sulle chiamate.
- Integrazione con la registrazione vocale – Utilizzo dei dati provenienti da CTI per arricchire i dati memorizzati per ogni chiamata registrata.

## Storia e tecnologie CTI principali
Le origini della tecnologia CTI nascono da una semplice tecnologia di popolazione di schermate a video (o "screen pop"). Questo permette l'utilizzo dei dati di input raccolti dalla centrale telefonica per interrogazioni a database contenenti informazioni sui clienti, mostrando istantaneamente i dati nella schermata del loro servizio. L'effetto finale è la visualizzazione della schermata di informazioni richiesta sul terminale dall'agente, prima dell'inizio della conversazione con il cliente. Questa tecnologia iniziò ad essere largamente adattata in mercati come il Nord America e i paesi dell'Europa Occidentale.
Inizialmente vennero utilizzati diversi standard, uso che ebbe un impatto notevole sulla standardizzazione dei protocolli, i cui produttori erano singoli proprietari, rivenditori di PBX/ACD. A livello software, l'interfaccia maggiormente adottata è lo Standard CSTA, approvata dagli standard ITU. Altri standard CTI noti nell'industria sono JTAPI, TSAPI e TAPI: JTAPI, o Java Telephony API è prodotta da Sun; TSAPI, originariamente promossa da AT&T e Novell; Microsoft spinse la sua iniziativa, e così nacque TAPI, che supporta la maggior parte delle applicazioni Windows. Tutti questi standard richiesero ai venditori di PBX (Centraline telefoniche private) di scrivere driver specifici e inizialmente il supporto si rivelò lento.
Altri due importanti attori furono la Digital Equipment Corporation e la Tiger Software, ora Mondago. La Digital Equipment Corporation sviluppò CT Connect che includeva un middleware di astrazione dei venditori. CT Connect venne venduto a Dialogic, poi acquistata da Intel, e, nel 2005, a Envox Worldwide. La Tiger Software produceva la suite SmartServer che consentiva l'aggiunta di funzionalità alle loro applicazioni con un minimo sforzo da parte dei rivenditori di applicazioni CRM. In seguito, dopo aver cambiato il proprio nome in Mondago, la Tiger Software procedette a produrre l'applicazione server Go Connect, finalizzata a fornire e aiutare altri rivenditori CTI ad integrarsi con una gamma più ampia di centrali telefoniche.
Dal 2008, la maggioranza dei rivenditori di PBX (Centraline telefoniche private) si è allineata ad uno o più degli standard TAPI, CSTA o TSAPI. I rappresentanti di TSAPI erano: Avaya, Telrad. Quelli di CSTA: Siemens (ora Unify), Aastra, DeTeWe, Toshiba, Panasonic. La maggior parte preferirono utilizzare lo standard TAPI. Alcuni rivenditori promossero standard proprietari: Mitel, Broadsoft, Digium e la maggior parte delle piattaforme hosted. CT Connect e Go Connect perciò forniscono un importante middle-layer di traduzione, permettendo al PBX di comunicare nel suo protocollo preferito lasciando all'applicazione il compito di adattarsi al protocollo della centrale.